# برگ هنر
فصلنامه برگ هنر، مشهور به برگ هنر، از نشریات دوره‌ایِ ایران به زبان فارسی با موضوع فرهنگ، ادب، و هنر است.

## تاریخچه و عوامل
نخستین شماره این ماهنامه در ۷ مرداد ۱۳۹۴ با همکاری جمعی از هنرمندان و برخی اعضای کانون نویسندگان ایران به نشریات کشور پیوست. نویسندگانی چون رضا خندان مهابادی، سیامک گلشیری، منصوره تدینی، مسعود بُربُر و احمد پوری از اعضای شورای سیاستگذاری آن هستند و اقبال معتضدی مدیر مسؤولی و سردبیری آن را برعهده دارد

## تغییر بسامد انتشار
برگ هنر پس از بیست شماره بسامد انتشار خود را از دو ماهنامه به فصلنامه تغییر داد.

## محتوا
این نشریه در هر شماره یک پرونده ویژه به یکی از ادیبان ایرانی یا غیرایرانی اختصاص می‌دهد. دیگر بخش‌های ثابت این نشریه سرمقاله، شعر، داستان، نقد، رویدادها، معرفی کتاب و نگاهی دیگر هستند.